# Брахими, Биллаль
Билла́ль Брахими́ (араб. بلال براهيمي‎; род. 14 марта 2000, Бомон-сюр-Уаз) — алжирский футболист, нападающий французского клуба «Ницца» и сборной Алжира.

## Клубная карьера
Является воспитанником португальского клуба «Лейшойнш». В 2017 году перешёл в систему английского клуба «Мидлсбро», где выступал за молодежную команду. За основную команду «Мидлсбро» дебютировал 28 августа 2018 года в матче второго раунда Кубка Английской лиги против «Рочдейла».
В 2019 года вернулся во Францию, перейдя в клуб «Реймс». Сезон 2019/20 провёл в составе «Реймс Б» (резервная команда «Реймса») в дивизионе Насьональ 2 (4-й дивизион в системе футбольных лиг Франции). В сезоне 2020/21 на правах аренды выступал за клуб третьего дивизиона Насьональ «Ле-Ман», за который забил 12 мячей и сделал 10 передач в 34 матчах.

### «Анже»
8 сентября 2021 года подписал контракт с клубом Лиги 1 «Анже», рассчитанный до июня 2024 года. 22 сентября 2022 года дебютировал за «Анже», выйдя на замену Анжело Фюльжени в матче Лиги 1 против «Олимпик Марсель». Всего в сезоне 2021/22 сыграл за «Анже» 9 матчей и отличился 1 голевой передачей.

### «Ницца»
28 января 2022 года во время зимнего трансферного окна перешёл в клуб Лиги 1 «Ниццу», а сумма контракта составила 10 млн евро. 31 января 2022 года дебютировал за «Ниццу», выйдя на замену Хишаму Будауи в матче 1/16 финала Кубка Франции против «Пари Сен-Жермен». 6 февраля 2022 года впервые сыграл в матче Лиги 1 за «Ниццу» в игре против «Клермона». Принял участие в финале Кубка Франции 2022, в котором «Ницца» уступила в серии послематчевых пенальти «Нанту».
18 августа 2022 года дебютировал в еврокубках, выйдя на замену Рарешу Илие в стыковом матче Лиги конференций УЕФА 2022/23 против «Маккаби» (Тель-Авив)

## Международная карьера
Выступал за сборную Франции до 19 лет. 27 мая 2022 года был вызван в основную сборную Алжира для участия в матчах отборочного турнира Кубка африканских наций 2023 года против сборных Уганды и Танзании. 5 июня 2022 года дебютировал за сборную Алжира в матче против Уганды. 12 июня 2022 года впервые отличился голевой передачей за сборную Алжира в товарищеском матче против Ирана.

## Статистика выступлений

### Клубная
| Выступление      | Выступление      | Выступление      | Лига | Лига | Кубок | Кубок | Кубок лиги | Кубок лиги | Еврокубки | Еврокубки | Итого | Итого |
| Клуб             | Лига             | Сезон            | Игры | Голы | Игры  | Голы  | Игры       | Голы       | Игры      | Голы      | Игры  | Голы  |
| ---------------- | ---------------- | ---------------- | ---- | ---- | ----- | ----- | ---------- | ---------- | --------- | --------- | ----- | ----- |
| Мидлсбро         | Чемпионшип       | 2018/19          | 0    | 0    | 0     | 0     | 1          | 0          | —         | —         | 1     | 0     |
| Мидлсбро         | Итого            | Итого            | 0    | 0    | 0     | 0     | 1          | 0          | —         | —         | 1     | 0     |
| → Ле-Ман         | Насьональ        | 2020/21          | 34   | 12   | 0     | 0     | —          | —          | —         | —         | 34    | 12    |
| → Ле-Ман         | Итого            | Итого            | 34   | 12   | 0     | 0     | —          | —          | —         | —         | 34    | 12    |
| Анже             | Лига 1           | 2021/22          | 9    | 0    | 0     | 0     | —          | —          | —         | —         | 9     | 0     |
| Анже             | Итого            | Итого            | 9    | 0    | 0     | 0     | —          | —          | —         | —         | 9     | 0     |
| Ницца            | Лига 1           | 2021/22          | 11   | 0    | 4     | 0     | —          | —          | 0         | 0         | 15    | 0     |
| Ницца            | Лига 1           | 2022/23          | 8    | 0    | 0     | 0     | —          | —          | 3         | 0         | 11    | 0     |
| Ницца            | Итого            | Итого            | 19   | 0    | 4     | 0     | —          | —          | 3         | 0         | 26    | 0     |
| Всего за карьеру | Всего за карьеру | Всего за карьеру | 61   | 12   | 4     | 0     | 1          | 0          | 3         | 0         | 69    | 12    |

### Международная
| Сборная          | Сезон            | Товарищеские | Товарищеские | Официальные | Официальные | Итого | Итого |
| Сборная          | Сезон            | Игры         | Голы         | Игры        | Голы        | Игры  | Голы  |
| ---------------- | ---------------- | ------------ | ------------ | ----------- | ----------- | ----- | ----- |
| Алжир            |                  |              |              |             |             |       |       |
| 2022             | 2                | 0            | 2            | 0           | 4           | 0     |       |
| Всего за карьеру | Всего за карьеру | 2            | 0            | 2           | 0           | 4     | 0     |

### Матчи за сборную
| № | Дата             | Оппонент | Счёт | Голы | Карточки | Минуты | Соревнование              |
| - | ---------------- | -------- | ---- | ---- | -------- | ------ | ------------------------- |
| 1 | 4 июня 2022      | Уганда   | 2:0  | —    | —        | 9'     | Отборочные матчи КАН-2023 |
| 2 | 8 июня 2022      | Танзания | 2:0  | —    | —        | 17'    | Отборочные матчи КАН-2023 |
| 3 | 12 июня 2022     | Иран     | 2:1  | —    | —        | 61'    | Товарищеский матч         |
| 4 | 23 сентября 2022 | Гвинея   | 1:0  | —    | —        | 45'    | Товарищеский матч         |

Итого: 4 матча / 0 голов; 4 победы, 0 ничьих, 0 поражений.

## Достижения

### Командные
«Ницца»
- Финалист Кубка Франции: 2021/22